# Контрада Пачифичи (Терни)
Контрада Пачифичи је насеље у Италији у округу Терни, региону Умбрија.
Према процени из 2011. у насељу је живело 79 становника. Насеље се налази на надморској висини од 309 м.